# Minthodes rossica
Minthodes rossica är en tvåvingeart som beskrevs av Louis-Paul Mesnil 1963. Minthodes rossica ingår i släktet Minthodes och familjen parasitflugor. Inga underarter finns listade i Catalogue of Life.